# Hijack (Band)
Hijack ist eine britische Hip-Hop-Band, die in der ersten Hälfte der 1990er Jahre sehr erfolgreich war, nachdem sie der US-Rapper Ice-T entdeckt und produziert hatte.
Ihr Stil ist Britcore, das heißt laute, schnelle und schrille Samples, die auch an Public Enemy erinnern. Ihre LP Horns of Jericho ist eine sehr seltene und gefragte Rarität. In ihren Stücken gibt es Anspielungen auf den Terrorismus und Scratch-Soli. Kritische Texte von ihnen wurden zum Beispiel zum Thema Kindesmissbrauch bekannt.
Die Band hatte auch viele Auftritte in Deutschland, wurde jedoch aufgrund ihres Bühnenverhaltens missverstanden: Sie schossen mit nachgemachten Uzis und Pistolen in die Luft.

## Bandmitglieder
- Kamanchi Sly (Rappen)
- Ulysses (Mentor)
- DJ Undercover (Scratchen/Rappen)
- DJ Supreme (Scratchen)
- Crhymester (Texte & Produktion)
- Agent Fritz
- Agent Clueso

## Wichtige Veröffentlichungen
- Style Wars (12", Music Of Life 1988)
- Hold No Hostage / Doomsday Of Rap (12", Music Of Life 1988)
- Style Warriors Revenge (12", Music of Life 1989)
- The Badman is Robbin (12", Warner Bros. 1989)
- The Horns Of Jericho (LP, Warner Bros. 1991)
- Daddy Rich (12", Warner Bros. 1991)
- The Original Horns of Jericho (DoLP, Reservoir Rec. 1996)
- Payin´tha Price (12", Reservoir Rec. 1996)
- Jamaica Crimewave (12", Reservoir Rec. 1997)
- The Horns Of Jericho (Reissue) (3xLP, BackBone Records 2015)[1]